# Cinnamomum pendulum
Cinnamomum pendulum är en lagerväxtart som beskrevs av Cammerloher. Cinnamomum pendulum ingår i släktet Cinnamomum och familjen lagerväxter. Inga underarter finns listade i Catalogue of Life.